# Cezais
Cezais là một xã ở tỉnh Vendée trong vùng Pays de la Loire, Pháp. Xã này có diện tích 12,22 km², dân số năm 2006 là 312 người. Xã này nằm ở khu vực có độ cao trung bình 67 mét trên mực nước biển.

## Biến động dân số
| Năm | 1962 | 1968 | 1975 | 1982 | 1990 | 1999 | 2006 |
| --- | ---- | ---- | ---- | ---- | ---- | ---- | ---- |
| Dân số | 308  | 349  | 299  | 290  | 287  | 267  | 312  |
| From the year 1962 on: No double counting—residents of multiple communes (e.g. students and military personnel) are counted only once. |      |      |      |      |      |      |      |